# Зав'язанці
Зав'язанці — село в Україні, у Яворівському районі Львівської області. Населення становить 805 осіб. Розташоване на шляху Крукеничі— Зав'язанці— Рудки— Комарно.

## Історія
Перша письмова згадка про село датована 1446р. За усною легендою, село начебто існувало ще в XII—XIV ст. Колись село називалося (пол. Laszki Zawiązane) Ляшки завязані, а сучасна могла походити від того, що місцеве селянство, маючи маленьку фортецю, згуртувалося проти польської окупації після 1340 р. і боролося з нею. Якось селяни оточили досить численний польський загін і разом із мешканцями сусідніх сіл Острожця і Хлиплів «зав'язали» його у петлю, тобто задушили. Отже, Ляшки-Зав'язані. Зав'язанецькі селяни брали активну участь у визвольній боротьбі Богдана Хмельницького. Було багато добровольців у козацькі загони. На початку села, на горбочку,- рештки невеличкої фортеці начебто XIV—XVI ст. дають підстави твердити, що вона побудована за оборонними правилами тих часів.

## Духовне життя
У селі діяла дерев'яна церква св. Дмитрія (1760р.), відновлена в  1917р. Наприкінці 80-х — на початку 90-х років XX ст. її розібрали і на тому місці побудували цегляну церкву св. Дмитрія. Сьогодні вона належить парафії ПЦУ.
Греко-католицька громада у 1994—1998рр. побудувала церкву Стрітення Господнього.
У центрі села, напроти церкви св. Дмитрія, 1898р. на честь 50-річчя скасування панщини в Галичині побудовано пам'ятник — фігуру з відповідним написом.

## Відомі люди
Народилися
- Ханащак Микола Іванович (1999—2023) — солдат 80 ОДШБр Збройних сил України, учасник російсько-української війни.